# Rondeletia hirta
Rondeletia hirta är en måreväxtart som beskrevs av Olof Swartz. Rondeletia hirta ingår i släktet Rondeletia och familjen måreväxter. Inga underarter finns listade i Catalogue of Life.